# Callipsygma
Callipsygma é um género monotípico de algas, pertencente à família Codiaceae.